# Ryan Phillippe
Pour les articles homonymes, voir Philippe.
Ne doit pas être confondu avec le footballeur français Rayan Philippe.
Ryan Phillippe est un acteur et producteur américain, né le 10 septembre 1974 à New Castle dans le Delaware.
Il se fait connaître en France en 1996 grâce au film dramatique Lame de fond de Ridley Scott et surtout en 1997 avec le slasher movie Souviens-toi... l'été dernier.

## Biographie
Fils de Richard et Susan Phillippe, Matthew Ryan Phillippe est né le 10 septembre 1974 à New Castle dans le Delaware, où il est élevé auprès de ses trois sœurs Kirsten, Lindsay et Katelyn. Il a des origines françaises.

### Vie privée
En mars 1997, Ryan Phillippe rencontre l'actrice Reese Witherspoon qui fête son 21e anniversaire. Il la fréquente, et le couple se fiance en décembre 1998 puis se marie le 5 juin 1999 à Charleston en Caroline du Sud,. Ensemble, ils ont deux enfants : une fille, prénommée Ava Elizabeth (née le 9 septembre 1999), et un garçon, prénommé Deacon Reese (né le 23 octobre 2003). Le 30 octobre 2006, Reese et Ryan déclarent qu'ils se sont séparés et qu'ils sont en procédure de divorce, après plus de neuf ans de relation et sept ans de mariage,. Leur divorce a été prononcé le 5 octobre 2007.
En 2007, il se met en couple avec l'actrice australienne, Abbie Cornish, qu'il a rencontrée sur le tournage du film Stop-Loss cette même année. Après trois ans de relation, ils se séparent en février 2010.
Il a eu une liaison avec l'actrice Alexis Knapp, de quinze ans sa cadette, pendant quelques mois en 2010. Peu après leur rupture, en octobre 2010, Alexis a découvert qu'elle était enceinte. Le 1er juillet 2011, elle a donné naissance à son premier enfant, une fille prénommée Kailani Merizalde,. Ryan était présent lors de la naissance de leur fille.
En octobre 2010, il commence à fréquenter l'actrice Amanda Seyfried, de onze ans sa cadette, ils se séparent en mai 2011.
En décembre 2011, il se met en couple avec le mannequin Paulina Slagter, de dix-sept ans sa cadette, ils se sont séparés en 2016.

## Carrière

### Début
L'acteur commence sa carrière dans un soap-opera On ne vit qu'une fois entre 1992 à 1993, où il  incarne un adolescent homosexuel, Billy Douglas. Pour la télévision américaine, ce personnage est une première pour un programme de journée et cette exposition lui permet de se faire remarquer.
En 1995, après d'autres passages dans des séries télévisées, il commence sa carrière cinématographique en tant que marin dans le film USS Alabama de Tony Scott.
En 1996, c'est Ridley Scott qui le dirige dans Lame de fond.

### Ascension

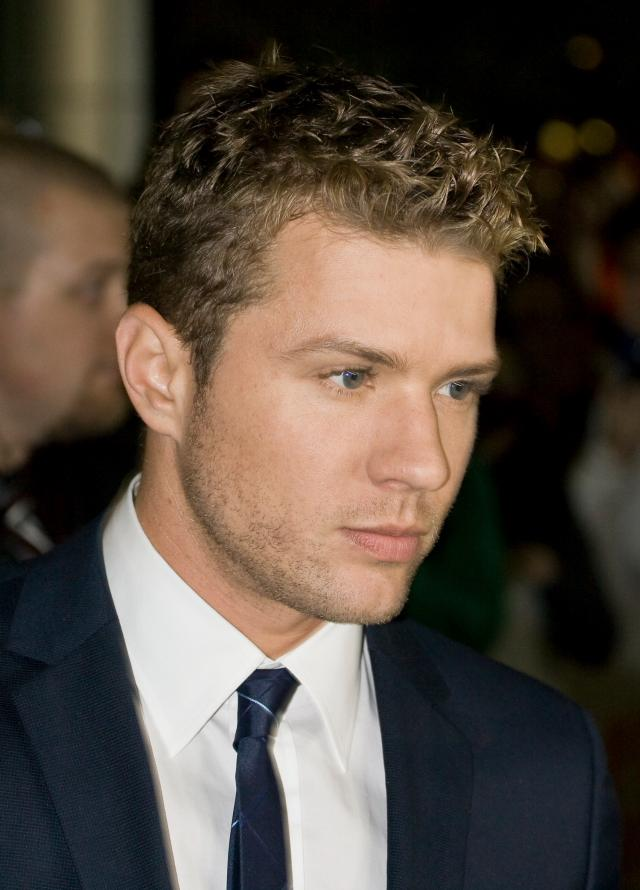
L'acteur en 2010 au Festival international du film de Toronto.

En 1997, en pleine vague de slasher movie, il joue dans Souviens-toi... l'été dernier de Jim Gillespie, qui connait un véritable succès notamment auprès des adolescents.
En 1998, il devient ensuite Shane O'Shea, un serveur bellâtre rêvant de gloire, embauché par le célèbre Steve Rubell, joué par Mike Myers, propriétaire d'un night-club new-yorkais Studio 54 sous la réalisation de Mark Christopher.
En 1999, il incarne Sebastian Valmont, frère de Sarah Michelle Gellar et l'amant de Reese Whiterspoon dans le film Sexe intentions.
En 2000, on le découvre en malfrat dans Way of the Gun de Christopher McQuarrie où il laisse tomber son côté  séducteur. Bien qu'il soit très à l'aise dans ce rôle, il débute dans l'univers du thriller avec Antitrust dans lequel il est un adolescent passionné d'informatique et Memories, sorti dans peu de salles françaises, qui fait de lui un amnésique soudain soupçonné de meurtre.
En 2002, aux côtés de célèbres acteurs, il est Henry Denton, le domestique de la somptueuse propriété de Gosford Park, film de comédie policière de Robert Altman.
Après avoir été pressenti et refusé pour le rôle de Harvey Dent dans The Dark Knight, il est remarqué par Clint Eastwood pour jouer John « Doc » Bradley pour le film de guerre d'Iwo Jima en 1945 Mémoires de nos pères sorti en 2006 en France.
En 2007, il joue dans Agent double de Billy Ray et Stop-Loss de Kimberly Peirce.
En 2009, il joue aux côtés d'Eva Green dans le film Dark World. En 2011, il est présent au casting de La Défense Lincoln de Brad Furman, avec Matthew McConaughey. Il joue le méchant.
En 2012, il intègre le casting de la série portée par Glenn Close et Rose Byrne, Damages, pour la cinquième et dernière saison.
En 2014, il joue avec Rachelle Lefèvre dans le film Traffics.

### Retour à la télévision
En 2015, il revient sur le petit écran aux côtés de KaDee Strickland et Juliette Lewis dans la série Secrets & Lies. L'année suivante, il tient le rôle principal de Bob Lee Swagger dans la série, adapté du film homonyme, Shooter avec Shantel VanSanten. La série est annulée après trois saisons en 2018.
En 2017, on le retrouve au cinéma dans le film I Wish - Faites un vœu. Il apparaît également dans Brooklyn Nine Nine et Famous in Love.
En 2020, il fait partie du casting The Sound of Philadelphia avec Matthias Schoenaerts, Joel Kinnaman et Maika Monroe du réalisateur français Jérémie Guez.
Le 5 mai 2023, il est à l'affiche du film Piégés dans la savane (en) (Prey) de Mukunda Michael Dewil (en) aux cotés d'Emile Hirsch et Mena Suvari. Le film est sorti le 15 mars 2024 par Vertical (en).
Le 21 novembre 2023, les studios d'Amazon a commandé la sérié Imbattables (Motorheads) du scénariste et showrunner John A. Norris, produite par Jax Media (en) et Amazon MGM Studios. Il joue aux cotés de Nathalie Kelley, Michael Cimino, Melissa Collazo (en), Nicolas Cantu et Uriah Shelton. La série est sortie le 20 mai 2025 sur Prime Video.
Le 13 mai 2024, Ryan et Kate Beckinsale sont à l'affiche du film The Patient réalisé par Mukunda Michael Dewil (en). Le 17 juin 2024, Ryan et Bella Thorne sont à l'affiche du film Saint Clare (en), une adaptation du roman de Don Roff. Le film est réalisé par la réalisatrice et scénariste italienne Mitzi Peirone, qui a également coécrit le scénario avec Guinevere Turner.
Le 8 août 2024, Ryan et Amélie Hoeferle sont à l'affiche du film One Mile et sa suite, One More Mile, tous deux interprétés et produits par Ryan. Adam Davidson a été choisi comme réalisateur et producteur des films.

## Filmographie

### Cinéma
- 1995 : USS Alabama (Crimson Tide) de Tony Scott : Grattam
- 1996 : Lame de fond (White Squall) de Ridley Scott : Gil Martin
- 1996 : Invader de Mark H. Baker : Soldat Ryan
- 1997 : Nowhere de Gregg Araki : Shad
- 1997 : Little Boy Blue d'Antonio Tibaldi : Jimmy West
- 1997 : Souviens-toi... l'été dernier (I Know What You Did Last Summer) de Jim Gillespie : Barry William Cox
- 1998 : Studio 54 (54) de Mark Christopher : Shane O'Shea
- 1998 : La Carte du cœur (Playing by Heart) de Willard Carroll : Keenan
- 1998 : L'Héritage de Malcolm (Homegrown) de Stephen Gyllenhaal : Harlan Dykstra
- 1999 : Sexe intentions (Cruel Intentions) de Roger Kumble : Sebastian Valmont
- 2000 : Way of the Gun (The Way of the Gun) de Christopher McQuarrie : Parker
- 2000 : Company Man de Peter Askin et Douglas McGrath : Petrov
- 2001 : Antitrust de Peter Howitt : Milo Hoffman
- 2001 : Gosford Park de Robert Altman : Henry Denton
- 2002 : Igby (Igby Goes Down) de Burr Steers : Oliver « Ollie » Slocumb
- 2003 : Memories (The I Inside) de Roland Suso Richter : Simon Cable
- 2004 : Collision (Crash) de Paul Haggis : Officier Tommy Hansen
- 2006 : Mémoires de nos pères (Flags of Our Fathers) de Clint Eastwood : John « Doc » Bradley
- 2006 : Five Fingers de Laurence Malkin : Martjin
- 2006 : Chaos de Tony Giglio : Shane Dekker
- 2007 : Agent double (Breach) de Billy Ray : Eric O'Neill
- 2008 : Stop-Loss de Kimberly Peirce : Brandon King
- 2009 : Dark World (Franklyn) de Gerald McMorrow : Jonathan Preest / David Esser
- 2010 : MacGruber de Jorma Taccone : Lieutenant Dixon Piper
- 2011 : The Bang-Bang Club de Steven Silver : Greg Marinovich
- 2011 : La Défense Lincoln (The Lincoln Lawyer) de Brad Furman : Louis Roulet
- 2011 : Braqueurs (Setup) de Mike Gunther (en) : Vincent Long
- 2012 : Revenge for Jolly! de Chadd Harbold : Bachmeier
- 2013 : Straight A's de James Cox : Scott
- 2014 : Traffics (Reclaim) de Alan White : Steven
- 2014 : Catch Hell de lui-même : Reagan Pearce
- 2015 : Le Mal en elle (Return to Sender) de Fouad Mikati : Un livreur (caméo)
- 2017 : I Wish - Faites un vœu (Wish Upon) de John R. Leonetti : Jonathan Shannon
- 2018 : The Circle (court métrage) de Sheldon Wong Schwartz : Victor
- 2020 : Sons of Philadelphia (The Sound of Philadelphia) de Jérémie Guez
- 2020 : Lady of the Manor de Christian Long et Justin Long : Tanner Wadsworth
- 2020 : Le 2e Amendement (2nd) de Brian Skiba : Vic Davis
- 2021 : One Shot de James Nunn : Jack Yorke
- 2023 : Miranda's Victim de Michelle Danner : John J. Flynn
- 2024 : Piégés dans la savane (en) (Prey) de Mukunda Michael Dewil (en) : Andrew
- 2024 : Saint Clare (en) de Mitzi Peirone : Détective Rich Timmons
- 2025 : One Mile d'Adam Davidson : Danny
- 2025 : One More Mile d'Adam Davidson : Danny
- 2025 : The Patient de Mukunda Michael Dewil (en)[21] :

### Télévision

#### Séries télévisées
- 1992 - 1993 : On ne vit qu'une fois (One Life to Live) : Billy Douglas (15 épisodes)
- 1993 : Les Secrets de Lake Success (The Secrets of Lake Success) : Stew Atkins (3 épisodes)
- 1994 : Matlock : Michael
- 1994 : Un tandem de choc (Due South) : Del Porter
- 1996 : Chicago Hope : La Vie à tout prix (Chicago Hope) : David Holgren
- 1996 : Au-delà du réel : L'aventure continue (The Outer Limits) : Rusty Dobson
- 2000 : Les Rois du Texas (King of the Hill) : Wally
- 2010 : WWE Raw : Lieutenant Dixon Piper
- 2010 : Pretend Time : Un homme séduisant
- 2012 : Damages : Channing McClaren (10 épisodes)
- 2014 : Men at Work : lui-même
- 2015 : Secrets & Lies : Ben Crawford (10 épisodes)
- 2015 : Drunk History : Benjamin Hayes
- 2015 : Robot Chicken : George Taylor / Reggie Mantle (voix)
- 2016 - 2018 : Shooter : Bob Lee Swagger (31 épisodes)
- 2017 : Famous in Love : lui-même
- 2017 : Brooklyn Nine Nine : Milton Boyle
- 2019 : Historical Roasts : Jules César
- 2020 : Will et Grace : lui-même
- 2020 : Big Sky : Det. Cody Hoyt  (5 épisodes)
- 2021 : MacGruber : Lt. Dixon Piper (8 épisodes)
- depuis 2025 : Imbattables (Motorheads) : Logan Maddox (10 épisodes)

### Téléfilms
- 1994 : A Perry Mason Mystery : The Case of the Grimacing Governor de Max Tash : Robert Fowler
- 1995 : L'Invasion des abeilles tueuses (Deadly Invasion : The Killer Bee Nightmare) de Rockne S. O'Bannon : Tom Redman
- 2020 : Alive (II) d'Uta Briesewitz : Mark Escher

### Producteur
- Shooter (série télévisée)

## Distinctions

### Nominations
- 1998 : Blockbuster Entertainment Awards de l’acteur favori dans un second rôle dans un thriller horrifique pour Souviens-toi... l'été dernier (1997).
- 1999 : Bravo Otto du meilleur acteur dans un thriller horrifique pour Souviens-toi... l'été dernier (1997).
- 19e cérémonie des Razzie Awards 1999 : Pire acteur dans un drame musical pour Studio 54 (1998).
- Teen Choice Awards 1999 : 
  - Meilleur acteur dans un drame romantique pour Sexe intentions (1999). (1999).
  - Plus belle scène d'amour partagé avec Reese Witherspoon dans un drame romantique pour Sexe intentions (1999).
  - Meilleur pétage de plombs dans un drame romantique pour Sexe intentions (1999).
  - Meilleure ordure dans un drame romantique pour Sexe intentions (1999).
- 2000 : Csapnivalo Awards du meilleur acteur dans un rôle principal dans un drame musical pour Studio 54 (1998).
- 2000 : MTV Movie Awards de la meilleure performance masculine dans un drame romantique pour Sexe intentions (1999).
- 2001 : Awards Circuit Community Awards de la meilleure distribution dans une comédie dramatique pour Gosford Park (2001) partagé avec Eileen Atkins, Bob Balaban, Alan Bates, Charles Dance, Stephen Fry, Michael Gambon, Richard E. Grant, Tom Hollander, Derek Jacobi, Kelly Macdonald, Helen Mirren, Jeremy Northam, Clive Owen, Kristin Scott Thomas, Maggie Smith, Geraldine Somerville, Sophie Thompson, Emily Watson et James Wilby.
- 2001 : Teen Choice Awards du meilleur acteur dans un drame d’action pour Antitrust (2001)
- 2002 : Online Film & Television Association Awards de la meilleure distribution pour Gosford Park (2001) partagé avec Eileen Atkins, Bob Balaban, Alan Bates, Charles Dance, Stephen Fry, Michael Gambon, Richard E. Grant, Tom Hollander, Derek Jacobi, Kelly Macdonald, Helen Mirren, Jeremy Northam, Clive Owen, Kristin Scott Thomas, Maggie Smith, Geraldine Somerville, Sophie Thompson, Emily Watson et James Wilby.
- 2002 : Phoenix Film Critics Society Awards de la meilleure distribution pour Gosford Park (2001) partagé avec Eileen Atkins, Bob Balaban, Alan Bates, Charles Dance, Stephen Fry, Michael Gambon, Richard E. Grant, Tom Hollander, Derek Jacobi, Kelly Macdonald, Helen Mirren, Jeremy Northam, Clive Owen, Kristin Scott Thomas, Maggie Smith, Geraldine Somerville, Sophie Thompson, Emily Watson et James Wilby.
- 26e cérémonie des Boston Society of Film Critics Awards 2005 : Meilleure distribution dans un thriller dramatique pour Collision (2004) partagé avec Sandra Bullock, Don Cheadle, Matt Dillon, Jennifer Esposito, William Fichtner, Brendan Fraser, Terrence Howard, Ludacris, Thandie Newton, Larenz Tate, Nona Gaye et Michael Peña.
- 2005 : Gotham Independent Film Awards de la meilleure distribution dans un thriller dramatique pour Collision (2004) partagé avec Sandra Bullock, Don Cheadle, Matt Dillon, Jennifer Esposito, William Fichtner, Brendan Fraser, Terrence Howard, Thandie Newton, Ludacris, Larenz Tate, Nona Gaye, Michael Peña et Shaun Toub.
- 2005 : Phoenix Film Critics Society Awards de la meilleure distribution dans un thriller dramatique pour Collision (2004) partagé partagé avec Sandra Bullock, Don Cheadle, Matt Dillon, Jennifer Esposito, William Fichtner, Brendan Fraser, Terrence Howard, Ludacris, Thandie Newton, Larenz Tate, Nona Gaye et Michael Peña.
- 10e cérémonie des Satellite Awards 2005 : Meilleure distribution dans un thriller dramatique pour Collision (2004) partagé avec Sandra Bullock, Don Cheadle, Matt Dillon, Jennifer Esposito, William Fichtner, Brendan Fraser, Terrence Howard, Ludacris, Thandie Newton, Larenz Tate, Nona Gaye et Michael Peña.
- 2006 : Italian Online Movie Awards de la meilleure distribution dans un thriller dramatique pour Collision (2004) partagé partagé avec Sandra Bullock, Don Cheadle, Matt Dillon, Jennifer Esposito, William Fichtner, Brendan Fraser, Terrence Howard, Thandie Newton, Ludacris, Larenz Tate, Nona Gaye, Michael Peña et Shaun Toub.
- 2006 : Online Film & Television Association Awards de la meilleure distribution dans un thriller dramatique pour Collision (2004) partagé partagé avec Sandra Bullock, Don Cheadle, Matt Dillon, Jennifer Esposito, William Fichtner, Brendan Fraser, Terrence Howard, Thandie Newton, Ludacris, Larenz Tate, Nona Gaye, Michael Peña et Shaun Toub.
- 10e cérémonie des Teen Choice Awards 2008 : Meilleur acteur dans un drame de guerre pour Stop-Loss (2008).
- 2009 : Prism Award de la meilleure performance masculine dans un drame de guerre pour Stop-Loss (2008).

### Récompenses
- 7e cérémonie des Critics' Choice Movie Awards 2002 : Meilleure distribution dans une comédie dramatique pour Gosford Park (2001) partagé avec Eileen Atkins, Bob Balaban, Alan Bates, Charles Dance, Stephen Fry, Michael Gambon, Richard E. Grant, Tom Hollander, Derek Jacobi, Kelly Macdonald, Helen Mirren, Jeremy Northam, Clive Owen, Kristin Scott Thomas, Maggie Smith, Geraldine Somerville, Sophie Thompson, Emily Watson et James Wilby.
- 2002 : Florida Film Critics Circle Awards de la meilleure distribution dans une comédie dramatique pour Gosford Park (2001) partagé avec Eileen Atkins, Bob Balaban, Alan Bates, Charles Dance, Stephen Fry, Michael Gambon, Richard E. Grant, Tom Hollander, Derek Jacobi, Kelly Macdonald, Helen Mirren, Jeremy Northam, Clive Owen, Kristin Scott Thomas, Maggie Smith, Geraldine Somerville, Sophie Thompson, Emily Watson et James Wilby.
- 2002 : Online Film Critics Society Awards de la meilleure distribution dans une comédie dramatique pour Gosford Park (2001) partagé avec Eileen Atkins, Bob Balaban, Alan Bates, Charles Dance, Stephen Fry, Michael Gambon, Richard E. Grant, Tom Hollander, Derek Jacobi, Kelly Macdonald, Helen Mirren, Jeremy Northam, Clive Owen, Kristin Scott Thomas, Maggie Smith, Geraldine Somerville, Sophie Thompson, Emily Watson et James Wilby.
- 6e cérémonie des Satellite Awards 2002 : Meilleure distribution dans une comédie dramatique pour Gosford Park (2001) partagé avec Eileen Atkins, Bob Balaban, Alan Bates, Charles Dance, Stephen Fry, Michael Gambon, Richard E. Grant, Tom Hollander, Derek Jacobi, Kelly Macdonald, Helen Mirren, Jeremy Northam, Clive Owen, Kristin Scott Thomas, Maggie Smith, Geraldine Somerville, Sophie Thompson, Emily Watson et James Wilby.
- 8e cérémonie des Screen Actors Guild Awards 2002 : Meilleure distribution dans une comédie dramatique pour Gosford Park (2001) partagé avec Eileen Atkins, Bob Balaban, Alan Bates, Charles Dance, Stephen Fry, Michael Gambon, Richard E. Grant, Tom Hollander, Derek Jacobi, Kelly Macdonald, Helen Mirren, Jeremy Northam, Clive Owen, Kristin Scott Thomas, Maggie Smith, Geraldine Somerville, Sophie Thompson, Emily Watson et James Wilby.
- 9e cérémonie des Chlotrudis Awards 2003 : Meilleure distribution dans une comédie dramatique pour Gosford Park (2001) partagé avec Eileen Atkins, Bob Balaban, Alan Bates, Charles Dance, Stephen Fry, Michael Gambon, Richard E. Grant, Tom Hollander, Derek Jacobi, Kelly Macdonald, Helen Mirren, Jeremy Northam, Clive Owen, Kristin Scott Thomas, Maggie Smith, Geraldine Somerville, Sophie Thompson, Emily Watson et James Wilby.
- 9e cérémonie des Chlotrudis Awards 2003 : Meilleure distribution (Lauréat du Prix du Public) dans une comédie dramatique pour Gosford Park (2001) partagé avec Eileen Atkins, Bob Balaban, Alan Bates, Charles Dance, Stephen Fry, Michael Gambon, Richard E. Grant, Tom Hollander, Derek Jacobi, Kelly Macdonald, Helen Mirren, Jeremy Northam, Clive Owen, Kristin Scott Thomas, Maggie Smith, Geraldine Somerville, Sophie Thompson, Emily Watson et James Wilby.
- 2005 : Awards Circuit Community Awards de la meilleure distribution dans un thriller dramatique pour Collision (Crash) (2004) partagée avec Sandra Bullock, Don Cheadle, Matt Dillon, Ludacris, Larenz Tate, Thandie Newton, Terrence Howard, Shaun Toub, Jennifer Esposito, Michael Peña, Brendan Fraser, William Fichtner, Nona Gaye et Loretta Devine.
- 2005 : Hollywood Film Awards de la meilleure distribution de l’année dans un thriller dramatique pour Collision (Crash) (2004) partagé avec Matt Dillon, Terrence Howard, Ludacris, Sandra Bullock, Don Cheadle, Jennifer Esposito, William Fichtner, Brendan Fraser, Thandie Newton, Larenz Tate et Shaun Toub.
- 2005 : Phoenix Film Critics Society Awards de la meilleure distribution dans un thriller dramatique pour Collision (Crash) (2004) partagé avec Matt Dillon, Terrence Howard, Ludacris, Sandra Bullock, Don Cheadle, Jennifer Esposito, William Fichtner, Brendan Fraser, Thandie Newton, Larenz Tate et Shaun Toub.
- 2006 : Washington DC Area Film Critics Association Awards de la meilleure distribution dans un thriller dramatique pour Collision (Crash) (2004) partagée avec Sandra Bullock, Don Cheadle, Matt Dillon, Ludacris, Larenz Tate, Thandie Newton, Terrence Howard, Shaun Toub, Jennifer Esposito, Michael Peña, Brendan Fraser, William Fichtner, Nona Gaye et Loretta Devine.
- 11e cérémonie des Critics' Choice Movie Awards 2006 : Meilleure distribution dans un thriller dramatique pour Collision (Crash) (2004) partagé avec Brendan Fraser, Larenz Tate, Sandra Bullock, Ludacris, Matt Dillon, Terrence Howard, Thandie Newton, Jennifer Esposito, Don Cheadle et Shaun Toub.
- 2006 : Gold Derby Awards de la meilleure distribution  dans un thriller dramatique pour Collision (Crash) (2004) partagé avec Ludacris, Sandra Bullock, Don Cheadle, Loretta Devine, Matt Dillon, Jennifer Esposito, William Fichtner, Brendan Fraser, Terrence Howard, Thandie Newton, Michael Peña, Larenz Tate et Shaun Toub.
- 2006 : International Online Cinema Awards de la meilleure distribution dans un thriller dramatique pour Collision (Crash) (2004) partagée avec Sandra Bullock, Don Cheadle, Matt Dillon, Ludacris, Larenz Tate, Thandie Newton, Terrence Howard, Shaun Toub, Jennifer Esposito, Michael Peña, Brendan Fraser, William Fichtner, Nona Gaye et Loretta Devine.
- 2006 : Italian Online Movie Awards de la meilleure distribution dans un thriller dramatique pour Collision (Crash) (2004) partagée avec Sandra Bullock, Don Cheadle, Matt Dillon, Ludacris, Larenz Tate, Thandie Newton, Terrence Howard, Shaun Toub, Jennifer Esposito, Michael Peña, Brendan Fraser, William Fichtner, Nona Gaye et Loretta Devine.
- 12e cérémonie des Screen Actors Guild Awards 2006 : Meilleure distribution dans un thriller dramatique pour Collision (Crash) (2004) partagé avec Ludacris, Sandra Bullock, Don Cheadle, Loretta Devine, Matt Dillon, Jennifer Esposito, William Fichtner, Brendan Fraser, Terrence Howard, Thandie Newton, Michael Peña, Larenz Tate et Shaun Toub.
- 2014 : Pencil Awards du meilleur acteur dans une série télévisée dramatique pour The Eric Andre Show (2012-).

(en) Récompenses pour Ryan Phillippe sur l’Internet Movie Database

## Voix françaises
En France, Vincent Barazzoni, et Damien Witecka, sont les voix françaises les plus régulières de Ryan Philippe. Damien Ferrette, Emmanuel Curtil et Dimitri Rataud l'ont également doublé respectivement à trois et deux reprises.
Au Québec, il est principalement doublé par Martin Watier.